# Commiphora kua
Commiphora kua är en tvåhjärtbladig växtart som först beskrevs av Robert Brown och John Forbes Royle, och fick sitt nu gällande namn av K. Vollesen. Commiphora kua ingår i släktet Commiphora och familjen Burseraceae. Inga underarter finns listade i Catalogue of Life.